# 富士浅間神社 (飯能市)
富士浅間神社（ふじせんげんじんじゃ）は、埼玉県飯能市の神社。浅間神社の1つ。旧社格は村社。

## 概要
- 所在地：埼玉県飯能市大字上直竹下分字滝ノ入300番地
- 祭神：木花開耶姫命、天照大神、加具土神、倉稲魂命、天之御中主大神、大山祇神、崇徳天皇

## 沿革
創建年月日不明だが、寛正4年（1463年）奉納の鰐口が存在し、それ以前の創建と推測される。

### 建造物等
- 本殿・覆殿・拝殿・額殿・奥殿・神楽殿・小社等
- 境内地8,950m2
- 社叢61,710m2（樹齢約200年）

### 神事
- 1月11日　小祭
- 2月17日　中祭
- 7月27日　大祭
- 11月23日　中祭

## 滝ノ入 タブの木
この神社の裏山(境内地、飯能市上直竹下分301番地)にあるタブの木は、樹高約20m、目通り5.5m、根回り7m、枝張り東西約27m、南北25m、樹齢推定700年の巨樹で｢滝ノ入 タブの木｣として県指定天然記念物になっている。